# Yassem (Ngoro)
Pour les articles homonymes, voir Yassem.
Yassem est un village du Cameroun situé dans la région du Centre et le département du Mbam-et-Kim. Il fait partie de la commune de Ngoro.

## Population
En 1965 le village comptait 362 habitants, principalement Bafeuk.
Lors du recensement de 2005, on y dénombrait 868 personnes.